# Hjälp! Rånare!
Hjälp! Rånare! är en ungdomsbok skriven av Laura Trenter, utgiven 1998. Handlingen kretsar kring två barn som blir vittnen till ett maskerat rån i ett postkontor och vill de ta reda på vem som egentligen rånade postkontoret.

## Filmatisering
Boken har även filmatiserats och visades som miniserie i SVT under 2002 och släpptes på DVD 2004. I filmatiseringen medverkade bland andra: Lennart Jähkel, Lia Boysen och Claes Ljungmark.